# Jan-Olof Traung
Jan-Olof Benjamin Traung, född 8 april 1919 i Göteborg, död 4 december 2006, var en svensk mariningenjör och internationell tjänsteman. 
Traung utbildade 1935–1939 sig till mariningenjör på Ingenieurschule Mittweida i Mittweida i Tyskland. Han var därefter fartygskonstruktör och teknisk chef på familjeföretaget Sverres Varv & Mek. Verkstad i Hisings Backa i Göteborg. Där konstruerade han under 1940 bland annat nya högsjöfiskebåtar och var anställd som rådgivare på Fiskeristyrelsen 1949–1950. Han var därefter anställd på Food and Agriculture Organization (FAO) i Rom i Italien mellan 1955 och 1970. Där  var han bland annat chef för organisationens sektion för fiskebåtar. 
Jan-Olof Traung var son till Olof Traung och sjuksköterskan Ellen Traung, född Högström. Han var gift första gången med Anna-Stina Borglund (1919–1980) och andra gången 1985 med Evelyn Marianne Lindgren (1922–2009). I första äktenskapet föddes en dotter. Han är gravsatt på Västra kyrkogården i Göteborg.